# Oulimnius latiusculus
Oulimnius latiusculus är en skalbaggsart som beskrevs av Leconte. Oulimnius latiusculus ingår i släktet Oulimnius och familjen bäckbaggar. Inga underarter finns listade i Catalogue of Life.